# Löschen (Datei)
Als löschen oder entfernen (englisch delete oder erase) wird in der Informationstechnik und Informatik allgemein das Löschen von Daten bezeichnet. Ein besonderer Fall ist das Löschen von Dateien.
Abhängig vom Speichermedium, der Speicherungsform der Datei, dem Betriebssystem und dem Dateisystem, unter dem die Datei geführt wird, können unterschiedliche Varianten und Stufen der Löschung angewendet werden, zum Beispiel nur das sogenannte logische und das physische Löschen.
Für das Verständnis der Vorgänge beim Löschen kann unterschieden werden zwischen der Datei als logischer Dateneinheit und ihrem Inhalt. Letzterer kann nach dem Löschen u. U. im Datenspeicher noch existieren, während die Datei als solche als gelöscht gilt.

## Grundformen des Löschens bei Dateien in Dateisystemen
Dateien werden heutzutage überwiegend in sogenannten Dateisystemen geführt. Darin werden die Informationen über die Dateien (Metadaten) in speziellen Verzeichnissen geführt, die Daten selbst getrennt davon, in ggf. vielen einzelnen Fragmenten verstreut gespeichert. Häufig kann auf die einzelnen Datenblöcke direkt zugegriffen werden. Die Aktionen zum Speichern der Daten (Lesen, Schreiben, Ändern, Löschen) werden dabei meist unter Verwendung von Teilfunktionen des Betriebssystems zur Dateiverwaltung oder über ein Datenbanksystem ausgeführt. Mehrere Dateien können in einem Dateiverzeichnis zusammengefasst sein, das auch selbst wieder Teil eines übergeordneten Verzeichnisses sein kann. Details siehe Hauptartikel Dateisystem.
Für das Löschen solcher Dateien können die folgenden Grundformen unterschieden werden: 

### Löschen von Dateien in den 'Papierkorb'
In vielen grafischen Benutzeroberflächen werden Dateien, wenn sie vom Benutzer gelöscht werden, zunächst nur in einen besonderen Ordner – bspw. namens „Papierkorb“ – verschoben; Beispiel siehe. Dort bleiben sie temporär gespeichert und können unter ihrem ursprünglichen Dateinamen ohne Datenverlust wiederhergestellt werden; Beispiel siehe. In der Regel ist so auch das Löschen ganzer Ordner (mit mehreren Dateien und Unterverzeichnissen) möglich. Erst durch die Papierkorb-Funktion „Leeren“ werden diese Dateien/Objekte aus dem Dateiverzeichnis ausgetragen und damit „logisch gelöscht“ (siehe unten).
Unter einigen Oberflächen (z. B. Windows oder KDE) lässt sich die Papierkorb-Funktion manuell zu- oder abschalten. Daneben ist es möglich, Dateien und Ordner (statt in den Papierkorb) direkt „logisch“ zu löschen, indem beim Löschen (über das Menü oder die Entfernen-Taste) die Umschalttaste gedrückt wird.
Löschfunktionen in kommandozeilenorientierten Oberflächen unterstützen üblicherweise die ‚Papierkorb-Funktion‘ nicht.

### Logisches Löschen
Von einem Dateisystem werden Dateien gelöscht, indem ihr Eintrag aus dem Dateiverzeichnis entfernt (Details siehe auch Harter Link) und der bisherige Speicherplatz der Daten als ‚überschreibbar‘ geführt wird. Diese Art des Löschens wird als logisches Löschen bezeichnet. Die Daten selbst befinden sich danach noch auf dem Datenträger, die von ihnen bisher belegten Speicherplätze werden erst dann überschrieben, wenn sie zum Speichern anderer Daten benötigt werden, ggf. für unterschiedliche Dateien. Bis zu diesem Zeitpunkt können sie durch den Einsatz spezieller Programme wiederhergestellt werden, ggf. nur teilweise.

### Physisches Löschen
Beim physischen Löschen, auch als sicheres Löschen bezeichnet, wird der Speicherplatz ehemaliger Dateien (der beim logischen Löschen als ‚frei‘ gekennzeichnet wurde) ein oder mehrmals mit bestimmten Bitkombinationen überschrieben. Somit können die bisherigen Daten nicht mehr oder nur mit einem erheblichen technischen (und damit finanziellen) Aufwand ausgewertet werden.
Dies ist jedoch keine für einzelne Dateien ausführbare Maßnahme und findet nicht beim Löschen einer einzelnen Datei statt. Vielmehr ist es eine Maßnahme zur Erhöhung der Datensicherheit oder des Datenschutzes, welche die Rekonstruktion der alten, eigentlich gelöschten Daten verhindern oder erschweren soll.
Für magnetische Festplatten gibt es für diese Art des Löschens spezielle Programme, beispielsweise Wipe oder Eraser.
Der VSITR-Standard (Verschlusssachen-IT-Richtlinien) des deutschen Bundesamts für Sicherheit in der Informationstechnik (BSI) schreibt seit einigen Jahren für ‚normale Sicherheitsanforderungen‘ einmaliges Überschreiben vor.

## Unterschiede je nach Speichermedium
Bei weiteren über Dateisysteme verwalteten Speichermedien (beispielsweise Diskette, USB-Stick, SD-Card, SSD, CD und DVD etc.) werden die vorgenannten Verfahren zum Löschen von Dateien aus verschiedenen Gründen zum Teil nicht oder nicht in der beschriebenen Art und Weise angewendet. Beispiele für derartige Unterschiede:
- Die ‚Papierkorb-Funktion‘ steht beim Löschen nicht zur Verfügung oder ist deaktiviert.
- Physisches Löschen findet nicht statt oder wird durch andere technische Verfahren als das Überschreiben realisiert. Siehe auch Hauptartikel Sicheres Löschen oder Details zu ‚Überschreiben‘ in Solid-State-Medien.

## Gründe für das Löschen von Dateien
Allgemein gilt als ein Grund für das Löschen von Dateien, dass diese – auf dem jeweiligen Datenträger – nicht mehr benötigt werden. Im Einzelnen können dafür beispielsweise folgende Sachverhalte die Ursache sein:
- Die Datei wurde kopiert/archiviert (ggf. auf einem anderen Datenträger) und kann aus dem aktuellen Laufwerk entfernt werden. Beispiel: Die Fotodateien aus alten Jahren.
- Die Datei ist eine ‚Sicherungsdatei‘, deren vordefinierte Sicherungsdauer oder deren Anzahl an Sicherungsgenerationen überschritten ist.
- Der Benutzer braucht diese Datei nicht mehr. Beispiel: Eine nicht mehr relevante Textdatei oder ein gespeichertes Foto. Ggf. war die Datei nur temporär angelegt worden, etwa als Screenshot von einer Internetseite.
- Für eine Datei wurde (z. B. vor ihrer Verarbeitung) ein falscher Inhalt festgestellt; sie wird gelöscht und neu bereitgestellt.
- Für die Datei entsteht eine neue Version, die alte wird nicht mehr benötigt. Löschen der alten Datei vor dem Speichern der neuen, alternativ Überschreiben der alten Datei, resp. deren Inhalt; meist automatisch.
- Die Datei ist eine von mehreren Dateien in einem gegebenen Gesamtzusammenhang, der nicht mehr relevant ist. Hier Löschen mehrerer Dateien, ggf. ganzer Dateiverzeichnisse inkl. Inhalten, z. B. Dat(ei)en einer nicht mehr verwendeten Anwendungssoftware.
- Daneben kann eine Datei auch unabsichtlich gelöscht werden. Ihre Wiederherstellung erfordert das Vorhandensein geeigneter Sicherungsdaten – z. B. im ‚Papierkorb‘ oder auf anderen Sicherungsmedien.
- Die Datei wurde in eine Cloud oder auf einen Server im Internet geladen und soll oder darf zu einem bestimmten Zeitpunkt im entsprechenden Netzwerk nicht mehr zugänglich sein.[6]

Ein weiterer Grund für die Löschung von Dateien können rechtliche Bestimmungen des Datenschutzes sein, etwa wenn personenbezogenen Daten für einen bestimmten Zweck erhoben wurden und nicht mehr erforderlich sind (§ 5 DSGVO).

## Technische Instrumente zum Löschen von Dateien
Das Löschen von Dateien kann operational auf unterschiedliche Art und Weise geschehen, zum Teil explizit durch einen Benutzer veranlasst, zum Teil implizit im Ablauf beliebiger Programme:
- Über einen Dateimanager, zum Beispiel in einer grafischen Benutzeroberfläche über deren Menü-Funktionen oder die Entf-Taste;
- Als Löschkommando in einer kommandozeilenorientierten Benutzeroberfläche; durch definierte Kommandos (wie rm bei unixoiden Betriebssystemen oder del oder erase bei Windows);
- Als Funktionalität in einem Anwendungs- oder Systemprogramm: Z. B. kann ein Textverarbeitungsprogramm beim/vor dem ‚Speichern‘ eine vorhandene alte Datei(version) löschen. Oder beim Installieren von Software können die Dateien der alten Softwareversion gelöscht werden.
- Löschen durch das Dateiverwaltungssystem selbst; z. B. beim Überschreiten der Anzahl vorgesehener Sicherungsgenerationen (Details siehe GDG);
- Das Leeren des Papierkorbs, als zweite Stufe der Löschung, führt zur logischen Löschung der betroffenen Dateien und späteren Wiederbenutzung des freien Speicherplatzes.
- Durch physisches (sicheres) Löschen mithilfe einer besonderen Eraser-Software; dabei wird der freie Speicherplatz (ehemaliger Dateien) mit besonderen Zeichen überschrieben.

## Besonderheiten beim Löschen

### Redundant oder verteilt gespeicherte Dateien
Dateien, von denen weitere Kopien, z. B. Sicherungskopien existieren oder die anderweitig an einen nicht-lokalen Speicher übertragen wurden (z. B. auf einen Server) sind üblicherweise an mehreren Stellen gespeichert. Das Lokalisieren und Löschen dieser Kopien ist für den Benutzer selbst meist nicht möglich. Ob die Kopien jemals gelöscht werden, hängt z. B. davon ab, ob alte Sicherungen irgendwann durch das Rotationsschema überschrieben werden. 

### Implizites Löschen beim Ersetzen von Dateiinhalten
Eine implizite Variante des Löschens findet beim Ersetzen einer Datei mit einem anderen/neuen Inhalt statt. Da der bisherige Inhalt der Datei anschließend nicht mehr existiert, ist zwar nicht die Datei, aber deren alter Inhalt ‚gelöscht‘. Die Datei enthält anschließend einen neuen Inhalt – wobei der alte Dateiinhalt meist nur ‚logisch gelöscht‘ sein wird.

## Dateien löschen auf anderen Datenträgern
Der Begriff „Datei“ wird häufig und überwiegend mit der Speicherung auf Massenspeichern assoziiert, wie Festplatten oder Flash-Speicher, darunter Solid-State-Drives, USB-Sticks oder SD-Karten. Dateien werden und wurden aber auch auf anderen Speichermedien geführt und auch diese Dateien müssen gelöscht bzw. eliminiert werden können. Nachfolgend wird deshalb kurz das ‚Löschen‘ aus diesen Datenträgern erläutert:
- Magnetband: Ein Datenträger enthielt/enthält meist nur eine Datei. Das Löschen wird praktiziert, indem der Datenträger zum Beschreiben für andere Zwecke freigegeben wird; die Datei ist dann ‚logisch nicht mehr existent‘. Alternativ kann ein Magnetband mit Leerinformationen überschrieben werden – entspricht dem ‚physischen Löschen‘ bei Platten. Bei Multivolume-Bändern können einzelne Dateien durch selektives Kopieren der verbleibenden Dateien – und anschließendem Freigeben/Löschen des Originalbands – ‚entfernt‘ werden.
- Magnetbandkassette: Diese Datenträger wurden häufig nur zur Datenerfassung benutzt und nach dem Einlesen oder Verarbeiten der Daten anschließend wiederverwendet. Bei digitalen Aufzeichnungen war ein vorheriges – physisches – Löschen nicht notwendig; um die Daten tatsächlich zu vernichten, musste die Kassette mit einem Löschkopf entmagnetisiert werden.
- Lochkarte: Dateien existier(t)en in Form von Lochkartenstapeln. Das ‚Löschen‘ erfolgt durch deren Entnahme aus den Kartenarchiven, physisches Löschen durch Vernichten/Recycling der Lochkarten.
- Lochstreifen: im Wesentlichen wie bei Lochkarten. Oft wurden einzelne Abschnitte des Streifens herausgeschnitten, der Rest zusammengeklebt, ggf. auf einen neuen Streifen kopiert und so wieder verarbeitet.
- CD-RW/DVD-RW/BD-RE: Der gesamte Datenträger kann gelöscht und wieder neu beschrieben werden.
- CD-R/DVD-R/BD-R: Falls noch weitere Sitzungen angehängt werden können, d. h. die CD/DVD noch nicht finalisiert wurde, können Dateien logisch gelöscht werden, indem sie in das Inhaltsverzeichnis einer weiteren Sitzung nicht mehr eingetragen werden. Physikalisch können die Dateien nur durch die Vernichtung des Datenträgers gelöscht werden.
- CD/DVD (nicht RW): Löschen von Dateien nicht möglich, sie werden durch Entfernen/Vernichten des ganzen Datenträgers eliminiert (siehe auch Compact Disc #Vernichtung der Daten).